# Ауденбюрг
Ауденбюрг (лат. Aldenburgensis) — муниципалитет, расположенный в бельгийской провинции Западная Фландрия. В состав муниципалитета входят сам город Ауденбюрг, а также города Эттельгем, Роксем и Весткерке. На 1 января 2006 года в Ауденбюрге проживало 8929 человек. Общая площадь 35,38 км², что даёт плотность населения 252 человека на км².
На этом месте был римский замок, построенный в IV веке, очертания которого до сих пор видны на плане улиц города. Некоторые камни бывших стен позже были использованы при строительстве аббатства. Бывшее аббатство Святого Петра в Ауденбюрге, основанное Арнольдом Суассонским, было разрушено во время Французской революции.

## История
- 1070 год: Арнольд Суассонский основал аббатство Святого Петра в Ауденбюрге.
- 1087: Смерть Арнольда Суассонского (также известного как Арнольд Ауденбюргский или Святой Арнольд).
- 1201: Ауденбюрг был резиденцией шателина[фр.]ː G и Ворегина, шателины Ауденбюрга, подарили аббатству Ваттен[фр.] землю площадью около 20 мер, то есть чуть менее 10 гектаров, расположенную в Сен-Пьерр-Бруке[фр.], который им принадлежал[4].
- 1330: Людовик I, граф Фландрии, купил город Ауденбюрг[5].

В 1977 году города Роксем, Эттельгем и Весткерке объединились с Ауденбюргом, образовав нынешний объединённый муниципалитет Ауденбюрг. Около половины населения муниципалитета проживает в самом Ауденбюрге.

## География
Эттельгем расположен к юго-востоку от центра города. В настоящее время он соединён с центром Ауденбюрга автомагистралью A18/E40. Весткерке и Роксем находятся в нескольких километрах к югу, по дороге из Брюгге в Гистел. Здесь также находится деревня Плассендале.

## Геральдика
У города есть герб, который был подарен ему 10 ноября 1819 года, затем на гербе 2 февраля 1843 года появились новые цвета, а 1 марта 1988 года — подставки. На нём изображён замок с гербом средневековых лордов Ауденбюрга. Замок является элементом кантинга. Замок уже был на самой старой печати города, датируемой 1226 годом. На всех последующих печатях был изображен замок, но его размер и форма значительно изменились за прошедшие столетия. Впервые небольшой щит на гербе появился в XVI веке.
Первоначально герб был раскрашен в голландские национальные цвета, так как город не предоставил никаких цветных изображений Голландскому колледжу гербов. После обретения Бельгией независимости цвета были заменены историческими.
В 1988 году была добавлена опора для старого герба Роксема, а также изображение святого Арнольда Суассонского, основателя аббатства Святого Петра в Ауденбюрге. Поскольку город является одним из старейших во Фландрии, то была добавлена настенная корона.
Герб: богато украшенный золотом замком с поднятой решёткой и тремя крытыми червлёными ажурными каменными башнями, окованными серебром, нижняя половина ворот закрыта шахматным щитом из пяти серебряных и лазурных полос. Щит, увенчанный пятиконечной настенной короной и поддерживаемый Святым Арнольдом и Святым Бертаном, всё из золота.

## Известные люди
- Джон Кордье[англ.] (родился в Ауденбюрге 1 сентября 1942), основатель компании Telindus.
- Чарльз Гелейнс[англ.] (ок. 1610 — 22 августа 1677 года) — настоятель аббатства Святого Петра в Ауденбюрге.
- Андре Женневуаз (фр. André Gennevoise) (родился 7 декабря 1856 года, умер 12 июля 1936 в Ауденбюрге), владелец аббатства Святого Петра в Ауденбюрге.

## Город-побратим
- Лимбург-ан-дер-Лан с 1972 года[7].

## Внешние ссылки
- Официальный сайт — на нидерландском языке
- Архив новостей Google для Ауденбюрга